# دشت باراگان

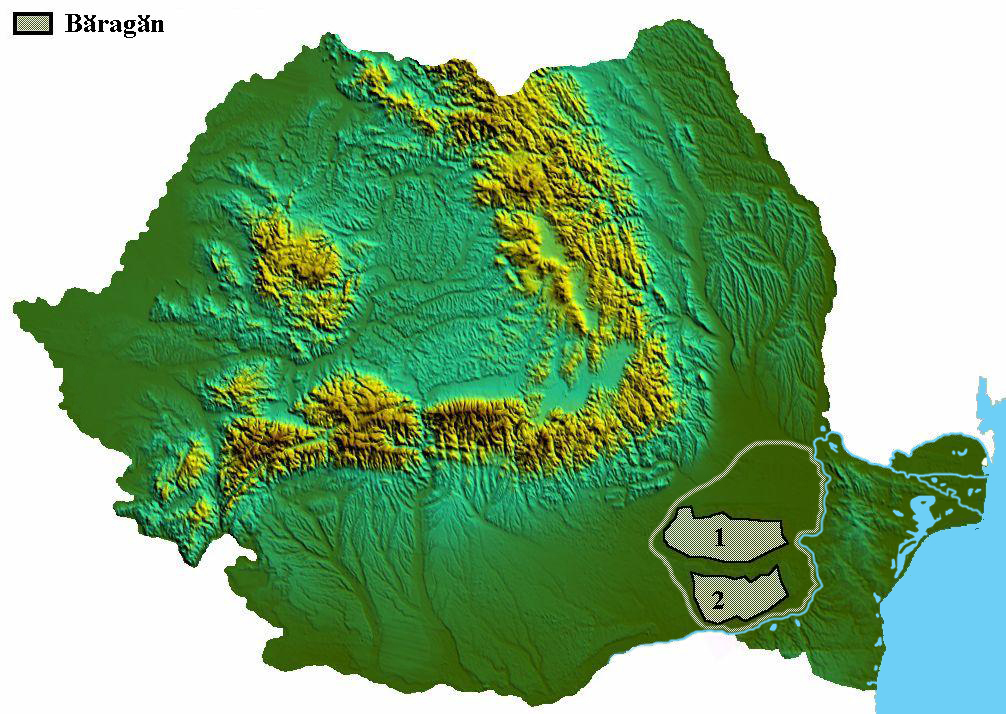
دشت بارگان در رومانی

دشت باراگان (رومانیایی: Câmpia Bărăganului) نام استپ یا دشتی در جنوب شرقی رومانی است. این دشت بخش عمده‌ای از بخش شرقی دشت والاچیا را تشکیل می‌دهد. این منطقه به خاطر خاک سیاه و هوموس غنی مشهور بوده و بیشتر یک منطقهٔ حاصل‌خیز برای رشد غلات است.

## مراکز بزرگ شهری
- برئیلا – ۱۸۰٬۳۰۲  نفر (۲۰۱۱)
- کالاراشی – ۶۵٬۱۸۱ نفر (۲۰۱۱)
- سلوبوزیا – ۴۸٬۲۴۱ نفر (۲۰۱۱)
- فتشتی – ۳۰٬۲۱۷ نفر (۲۰۱۱)

شهرهای بوزائو، اورزیچه و اولتنیتسا با این دشت هم‌مرز هستند، اما بخشی از این دشت‌ها محسوب نمی‌شوند.

## تاریخچه
به دلیل کمبود جنگل در گذشته، باراگان مسیر مهمی برای مردم مهاجری بود که امروزه در منطقه‌ای که در جنوب شرقی رومانی واقع است، رفت و آمد می‌کنند. چوپان‌ها در کوه‌های کارپات (از جمله ترانسیلوانی در طول رمه‌گردانی) از استپ باراگان به‌طور سنتی به عنوان چراگاه استفاده می‌کردند، اما در نیمهٔ دوم قرن ۱۹ این ناحیه به سرزمینی برای حمل و نقل تبدیل شد.